# Bröllopet på Solö
Bröllopet på Solö är en svensk dramafilm från 1946 i regi av Ivar Johansson.

## Om filmen
Filmen premiärvisades 21 september 1946 på biograf Astoria i Stockholm. Filmen spelades in vid Sandrewateljéerna i Stockholm med exteriörer från Skeppsdal i Roslagen av Erik Blomberg. Som förlaga hade man Oscar Wennerstens pjäs Bröllopet på Solö som uruppfördes på Folkets hus teater i Stockholm 1909. Filmen är en fristående fortsättning av filmen Bröderna Östermans huskors

## Roller i urval
- Adolf Jahr – Kalle Österman
- Rut Holm – Agneta Österman, Kalles hustru
- Sigbrit Molin – Ella, Kalles och Agnetas dotter
- Sven Magnusson – Torsten, Kalles och Agnetas fosterson
- Emy Hagman – Anna, piga
- Lasse Krantz – Anders, dräng
- John Elfström – Anton Andersson, handelsman
- Ingemar Holde – Isak, expedit
- Sten Lindgren – präst
- Birger Åsander – länsman
- Carl Reinholdz – Sjöberg
- Stig Johanson – sjömannen
- Anna Olin – kokfru
- Helge Karlsson – gäst
- Anna-Stina Wåglund – gäst

## Filmmusik i urval
- Roslagens vackraste ros, kompositör och text Nils-Georg, som är en pseudonym för Nils Perne och Georg Eliasson
- Öckerövalsen, kompositör Gog Lon, text Karl Kaas, svensk text Fritz Gustaf
- Kärleken är ett förunderligt ting, musikbearbetning Charles Redland.